# 詹姆斯·麦克迪维特
詹姆斯·奥尔顿·麦克迪维特（英語：James Alton McDivitt，1929年6月10日—2022年10月13日）曾是一位美国国家航空航天局的宇航员，执行过双子星座4号和阿波罗9号任务。

## 生平

### 早年
詹姆斯·麦克迪维特1951年加入美国空军，曾在朝鲜战场驾驶F-80和F-86执行过145次任务。战后完成了空军试飞员和空军航空研究课程后，他在爱德华兹空军基地担任试飞员。麦克迪维特的飞行时间达到五千小时。1959年他从密歇根大学以全班第一名的身份完成航天工程学学士学位。

### 宇航员生涯
1962年9月，麦克迪维特被选入第二组宇航员。
1965年6月3日至7日期间，麦克迪维特担任了双子星座4号的指令飞行员，在同一批宇航员中第一个担任指令长。任务期间，飞行员爱德华·怀特进行了美国航天史上第一次舱外活动。麦克迪维特还是首位进入太空的天主教徒。
双子星座计划即将结束，阿波罗计划即将开始时，他和下一批宇航员中的大卫·斯科特和拉塞尔·施威卡特被选为阿波罗1号的替补团队，但又被瓦尔特·施艾拉、唐·埃斯利和瓦尔特·康尼翰替换，麦克迪维特的团队改为阿波罗2号的主力团队。但阿波罗1号的大火以及后来的调查和反思使整个计划被延迟，施艾拉等三人最终执行阿波罗7号测试了指令/服务舱，而麦克迪维特负责阿波罗8号，首次测试登月舱。但登月舱的生产进度缓慢，航空航天局决定增加一次不使用登月舱直接使用指令/服务舱进入月球轨道的任务，登月舱的首次飞行改为阿波罗9号。麦克迪维特曾被迪克·斯雷顿问道是否愿意执行新的阿波罗8号去月球，但麦克迪维特和两位搭档任务他们已经为登月舱训练了两年，不需要更换任务。1968年末，弗兰克·博尔曼、吉姆·洛威尔和威廉·安德斯驾驶阿波罗8号首次进入月球轨道。1969年3月，麦克迪维特的团队首次测试了登月舱，证明了其独立飞行的能力。
1969年5月，麦克迪维特开始担任登月计划的负责人，负责研究对月球的探索并带领团队对航天器进行调整。8月，他成为阿波罗航天器计划主任，负责阿波罗12号、13号、14号、15号以及16号。麦克迪维特原本将担任阿波罗14号的登月舱驾驶员随艾伦·谢泼德一道登月，但麦克迪维特与谢泼德的矛盾以及禁止尤金·塞尔南执行任务的尝试使他失去了这次机会，并从航天器计划主任的位置上辞职。
美国航天史上只有五位宇航员首次进入太空便担任指令长，麦克迪维特是第一个；另外四人是弗兰克·博尔曼、尼尔·阿姆斯特朗、杰拉德·卡尔和约瑟夫·恩格。

### 退役后
1972年6月从空军和航空航天局退役后，麦克迪维特曾在多家公司担任高层管理人员。
麦克迪维特热衷于户外活动，尤其喜欢钓鱼、打猎、高尔夫球和网球。
1998年的连续短剧《从地球到月球》中，麦克迪维特由康诺·欧法雷尔（Conor O'Farrell）扮演。